# Elisabetta di Harrach
Elisabetta di Harrach (nome completo in tedesco Maria Elisabeth Theresia Katharina; Vienna, 28 settembre 1601 – Gherla, 23 marzo 1655) è stata duchessa consorte di Meclemburgo-Schwerin e Meclemburgo-Güstrow dal 1628 al 1631, come moglie di Albrecht von Wallenstein.

## Biografia

### Infanzia
Elisabetta nacque il 28 settembre 1601 dal conte Karl e da Maria Elisabeth von Schrattenbach (1573-1653). Era la settima di quattordici figli, nonché la quarta femmina. Visse nell'attuale Austria.

### Matrimonio
Si sposò nella sua città natale, Vienna, il 9 giugno 1623, con Albrecht von Wallenstein, diventando la sua seconda moglie. Probabilmente i due si conobbero attraverso la sorella di lei, Caterina, che aveva un rapporto confidenziale con Albrecht ed era sposata con un suo cugino, Maximilian.
Il marito le chiese la mano pochi anni prima, nel 1617, e le nozze furono fondamentali per assicurare degli eredi ai suoi possedimenti e per fargli ricevere il sostegno dell'imperatore, di cui il padre di Elisabetta era uno dei più influenti consiglieri.

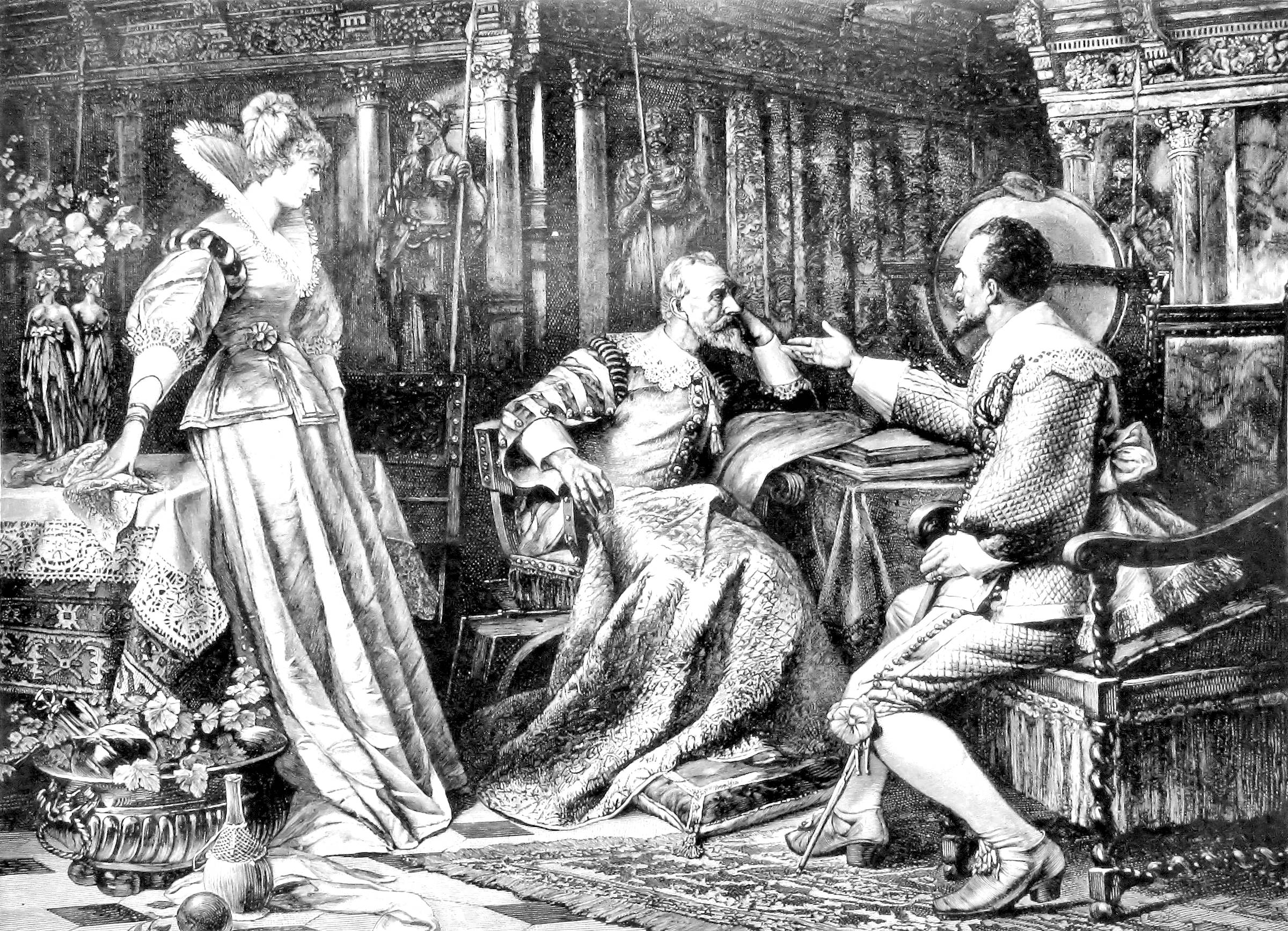
Il corteggiamento di Wallenstein di Isabella di Harrach (1891) dal dipinto di Jacobus Leisten

Fu descritta come una donna grandemente religiosa e, per questo, soprannominata dai contemporanei "princeps religiosissima". Fu anche definita "tanto pia quanto carina, e bella quanto intelligente". Come testimoniano alcune lettere, provava grande affetto per il marito, che la trattava con "cavalleria e rispetto" e si impensieriva per il loro benessere, specie dopo la venuta alla luce del terzogenito.
Nel 1634 rimase vedova, quando Wallenstein venne assassinato. Il giorno prima fece scrivere a Vienna, richiedendole come proprietà private, le signorie di Gherla, Hirschberg e Weißawasser. Ricevuta la notizia del decesso al castello di Bruck, chiese 300.000 ducati da ricevere con effetto immediato, 12.000 ducati come indennità annuale e il palazzo Wallenstein a Praga.

### Ultimi anni e morte
A causa dei sospetti che la corte imperiale nutriva sulla fedeltà di Wallenstein prima di ucciderlo, Elisabetta e la figlia vennero private dei loro titoli nobiliari. Con il passare degli anni i debiti a suo carico si aggravarono e divenne sempre più angosciata.
Le furono concessi i possedimenti di Česká Lípa e Gherla, dove morì il 23 marzo 1655, all'età di 53 anni.

## Discendenza
Elisabetta di Harrach e Albrecht von Wallenstein ebbero tre figlie e un figlio:
- Maria Elisabetta (1626 - Vienna, 29 settembre 1662), sposò il conte Rodolfo di Kaunitz (? - 21 aprile 1644) il 15 ottobre 1645 ed ebbero un figlio:[7]
  - Giovanni Guglielmo (1656 - 20 marzo 1721).
- Maria Massimiliana (1625 - 1658), sposò il conte Jan Adam Hrzán z Harasova (1625 - Castello di Červený Hrádek, 1681);
- Alberto Carlo (22 novembre 1627 - 12 gennaio 1628);
- Maria Monica (1631 - 1666).

## Ascendenza
|                                            |                           |                                     | Genitori                             |  |  | Nonni |  |  | Bisnonni                |  |  | Trisnonni                |  |
|                                            |                           |                                     |                                      |  |  |       |  |  | Leonhard IV von Harrach |  |  | Leonhard III von Harrach |  |
|                                            |                           |                                     |                                      |  |  |       |  |  | Leonhard IV von Harrach |  |  | Leonhard III von Harrach |  |
|                                            |                           | Barbara von Gleinitz                |                                      |  |  |       |  |  | Leonhard IV von Harrach |  |  |                          |  |
| Leonhard V von Harrach                     |                           |                                     |                                      |  |  |       |  |  | Leonhard IV von Harrach |  |  |                          |  |
|                                            |                           | Barbara von Windisch-Graetz         | Siegfried von Windisch-Graetz        |  |  |       |  |  |                         |  |  |                          |  |
|                                            |                           | Barbara von Windisch-Graetz         | Siegfried von Windisch-Graetz        |  |  |       |  |  |                         |  |  |                          |  |
|                                            |                           | Barbara von Windisch-Graetz         | Afra Grasswein                       |  |  |       |  |  |                         |  |  |                          |  |
| Karl von Harrach                           |                           | Barbara von Windisch-Graetz         |                                      |  |  |       |  |  |                         |  |  |                          |  |
|                                            |                           | Karl I von Hohenzollern-Sigmaringen | Eitel Friedrich III von Hohenzollern |  |  |       |  |  |                         |  |  |                          |  |
|                                            |                           | Karl I von Hohenzollern-Sigmaringen | Eitel Friedrich III von Hohenzollern |  |  |       |  |  |                         |  |  |                          |  |
|                                            |                           | Karl I von Hohenzollern-Sigmaringen | Johanna van Witthem                  |  |  |       |  |  |                         |  |  |                          |  |
| Marie Jakobe von Hohenzollern-Sigmaringen  |                           | Karl I von Hohenzollern-Sigmaringen |                                      |  |  |       |  |  |                         |  |  |                          |  |
|                                            |                           | Anna von Baden-Durlach              | Ernst von Baden-Durlach              |  |  |       |  |  |                         |  |  |                          |  |
|                                            |                           | Anna von Baden-Durlach              | Ernst von Baden-Durlach              |  |  |       |  |  |                         |  |  |                          |  |
|                                            |                           | Anna von Baden-Durlach              | Elisabeth von Brandenburg-Ansbach    |  |  |       |  |  |                         |  |  |                          |  |
| Elisabetta di Harrach                      |                           | Anna von Baden-Durlach              |                                      |  |  |       |  |  |                         |  |  |                          |  |
|                                            | Pankraz von Schrattenbach | Vinzenz von Schrattenbach           |                                      |  |  |       |  |  |                         |  |  |                          |  |
|                                            | Pankraz von Schrattenbach | Vinzenz von Schrattenbach           |                                      |  |  |       |  |  |                         |  |  |                          |  |
|                                            | Pankraz von Schrattenbach | Margarethe Hag von Steyregg         |                                      |  |  |       |  |  |                         |  |  |                          |  |
| Maximilian von Schrattenbach zu Heggenberg | Pankraz von Schrattenbach |                                     |                                      |  |  |       |  |  |                         |  |  |                          |  |
|                                            |                           | Elisabeth Sauer von Kosiak          | Jodok Sauer von Kosiak               |  |  |       |  |  |                         |  |  |                          |  |
|                                            |                           | Elisabeth Sauer von Kosiak          | Jodok Sauer von Kosiak               |  |  |       |  |  |                         |  |  |                          |  |
|                                            |                           | Elisabeth Sauer von Kosiak          | Sibylla von der Dürr                 |  |  |       |  |  |                         |  |  |                          |  |
| Maria Elisabeth von Schrattenbach          |                           | Elisabeth Sauer von Kosiak          |                                      |  |  |       |  |  |                         |  |  |                          |  |
|                                            |                           | Wilhelm von Grasswein               | ...                                  |  |  |       |  |  |                         |  |  |                          |  |
|                                            |                           | Wilhelm von Grasswein               | ...                                  |  |  |       |  |  |                         |  |  |                          |  |
|                                            |                           | Wilhelm von Grasswein               | ...                                  |  |  |       |  |  |                         |  |  |                          |  |
| Anna von Grasswein                         |                           | Wilhelm von Grasswein               |                                      |  |  |       |  |  |                         |  |  |                          |  |
|                                            |                           | Helena von Herberstein              | Johann von Herberstein               |  |  |       |  |  |                         |  |  |                          |  |
|                                            |                           | Helena von Herberstein              | Johann von Herberstein               |  |  |       |  |  |                         |  |  |                          |  |
|                                            |                           | Helena von Herberstein              | Margareta von Racknitz               |  |  |       |  |  |                         |  |  |                          |  |
|                                            |                           | Helena von Herberstein              |                                      |  |  |       |  |  |                         |  |  |                          |  |